# Markgraafschap Pont-à-Mousson
Het markgraafschap Pont-à-Mousson was een markiezaat van het Rooms-Duitse Rijk van 1354 tot 1431.

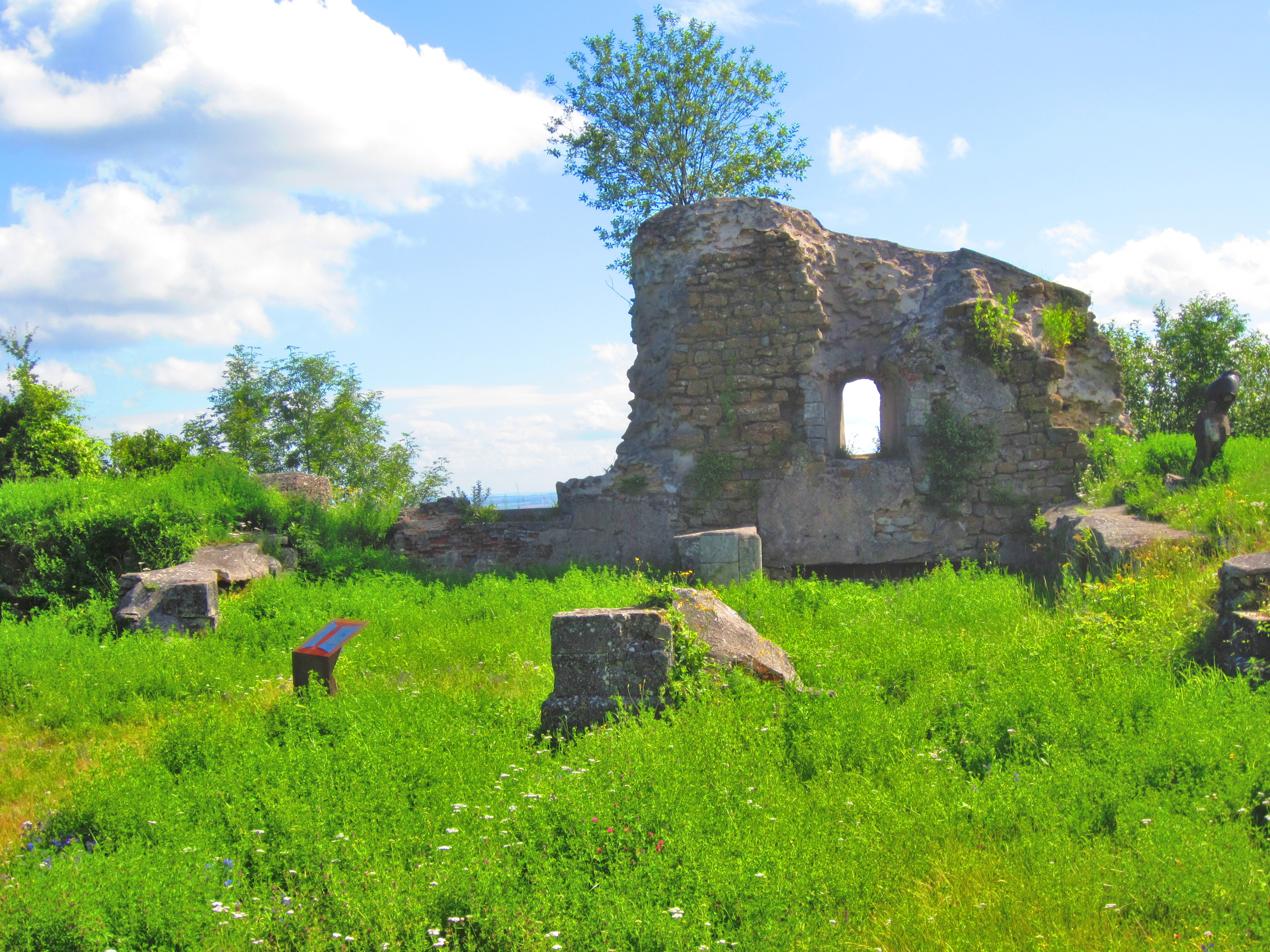
Ruïne van grafelijk kasteel in Mousson.

## Voor 1354
Uit het verzwakte hertogdom Opper-Lotharingen ontstond in de 10e eeuw als een van de brokstukken, de heerlijkheid Mousson aan de Moezel met hun burcht. De heerlijkheid Mousson was gelegen in het latere graafschap Bar. Beneden aan de heuvel van Mousson bouwden de heren in de 10e eeuw een brug over de Moezel, een van de zeldzame bruggen waardoor de reis van Metz naar Nancy werd ingekort. Rond deze brug ontwikkelde zich een nieuwe stad, Pont-à-Mousson.
De heren/graven van Mousson namen de naam van Bar over voor hun graafschap, omwille van de verovering van het kasteel van Bar, aan de linkeroever van de Maas gelegen. In 1301 werd het grote oostelijke deel van het graafschap Bar met het kasteel van Bar een leen van de Franse kroon ten gevolge van het Verdrag van Brugge. De Moezelstreek rond Mousson bleef een kleiner gebied binnen het Rooms-Duitse Rijk.

## Tussen 1354 en 1431
Keizer Karel IV maakte van het oostelijk deel van Bar, dat behoorde aan het Rooms-Duitse Rijk, het markgraafschap Pont-à-Mousson (1354). Hij deed dit ten voordele van Robert I van Bar, zoon van Yolande van Dampierre, regentes van Bar. Begin 15e eeuw beleende keizer Sigismund Adolf, dubbel-hertog van Gulik en Bar, met het markgraafschap van Pont-à-Mosson. Dit was de aanzet voor Adolf om het hele hertogdom Bar te veroveren. René I van Anjou versloeg Adolf en werd zelf hertog van Bar.

## Na 1431
Zie hertogdom Bar en hertogdom Lotharingen voor de unie tussen beide vorstendommen door René I van Anjou.